# Seudre
Die Seudre ist ein Küstenfluss in Frankreich, der im Département Charente-Maritime, in der Region Nouvelle-Aquitaine verläuft. Sie entspringt in der Landschaft Saintonge, im Ort Saint-Antoine, im Gemeindegebiet von Saint-Genis-de-Saintonge. Der anfangs eher unbedeutende Fluss entwässert generell in nordwestlicher Richtung und mündet nach rund 68 Kilometern zwischen Marennes-Hiers-Brouage und Ronce-les-Bains, im Gemeindegebiet von La Tremblade, in einem imposanten Mündungstrichter, gegenüber der Insel Île d’Oléron, in den Atlantik.
Der Mündungstrichter der Seudre verläuft durch Feuchtgebiete, Sümpfe und ehemalige Salzfelder. Heute werden hier vor allem Austern und Muscheln gezüchtet, die unter der Ursprungsbezeichnung Marennes-Oléron vermarktet werden.

## Schifffahrt
Die Seudre ist von ihrer Mündung bis Port de Ribérou, im Gemeindegebiet von Saujon, auf einer Länge von 25 Kilometern mit Schiffen befahrbar. Dort befindet sich eine Seewasserschleuse, die die Brackwasserführung stromaufwärts begrenzt.
Der Schifffahrtskanal Canal de la Seudre à la Charente verbindet die Seudre mit dem Fluss Charente zwischen den Städten Marennes und Rochefort.

## Orte am Fluss
- Saint-Germain-du-Seudre
- Saint-André-de-Lidon
- Corme-Écluse
- Saujon
- Étaules
- La Tremblade
- Ronce-les-Bains, Gemeinde La Tremblade
- Marennes-Hiers-Brouage